# Hertog Maxpaleis
Het Hertog Maxpaleis (Herzog-Max-Palais) in München, was het winterverblijf van de familie van hertog Maximiliaan Jozef in Beieren, de vader van keizerin Elisabeth van Oostenrijk-Hongarije.

De jonge hertog Max bouwde tussen 1828 en 1830 het paleis naar de plannen van Franz Karl Leopold "Leo" von Klenze (1784-1864) in de door koning Lodewijk I van Beieren begonnen Ludwigstraße.

De danszaal richtte Schwanthaler met een bacchusfries in, in de feestzaal Kaulbauch met een psyche-cyclus. Later heeft hertog Max op de binnenplaats een circus gebouwd, waar de hertog zelf het kunstrijden toonde.

De woonruimtes van hertogin Ludovika in Beieren bevonden zich op de eerste verdieping. De woon- en werkruimtes van de hertog op de begane grond. Op de tweede verdieping bevonden zich de kamers van de kinderen en de kamers van de dames en heren des huizes. De bedienden waren in een tussenverdieping van de viervleugelige aanbouw ondergebracht. Op de begane grond van deze aanbouw bevonden zich de stallen en de wagenloods.

De hertogelijke familie verbleef in het paleis in de wintermaanden. Op 24 december 1837 werd keizerin Elisabeth van Oostenrijk hier geboren.
Het Hertog Maxpaleis bestaat niet meer. Het werd in 1937 of 1938 in opdracht van Hitler afgebroken, om plaats te maken voor de Reichsbank. Op dezelfde plek verrees een nieuw gebouw, waarin nu de Landeszentralbank gehuisvest is. Aan de muur van het gebouw is nog wel een herinneringsplakaat te vinden, waarop vermeld staat dat op deze plek keizerin Elisabeth van Oostenrijk is geboren.